# Sylvicola marmoratus
Sylvicola marmoratus är en tvåvingeart som först beskrevs av Edwards 1923.  Sylvicola marmoratus ingår i släktet Sylvicola och familjen fönstermyggor.
Artens utbredningsområde är Colombia. Inga underarter finns listade i Catalogue of Life.